# Cantonul Saint-Léonard-de-Noblat
Cantonul Saint-Léonard-de-Noblat (Sent Liunard în limba occitană) este un canton din arondismentul Limoges, departamentul Haute-Vienne, regiunea Limousin, Franța.

## Comune
| Comune                  | Populație (1999) | Cod poștal | Cod INSEE |
| ----------------------- | ---------------- | ---------- | --------- |
| Champnétery             | 562              | 87400      | 87035     |
| Le Châtenet-en-Dognon   | 420              | 87400      | 87042     |
| Eybouleuf               | 408              | 87400      | 87062     |
| La Geneytouse           | 815              | 87400      | 87070     |
| Moissannes              | 361              | 87400      | 87099     |
| Royères                 | 826              | 87400      | 87129     |
| Saint-Denis-des-Murs    | 525              | 87400      | 87142     |
| Saint-Léonard-de-Noblat | 4.640            | 87400      | 87161     |
| Saint-Martin-Terressus  | 552              | 87400      | 87167     |
| Sauviat-sur-Vige        | 935              | 87400      | 87190     |